# Sigurd Savonius

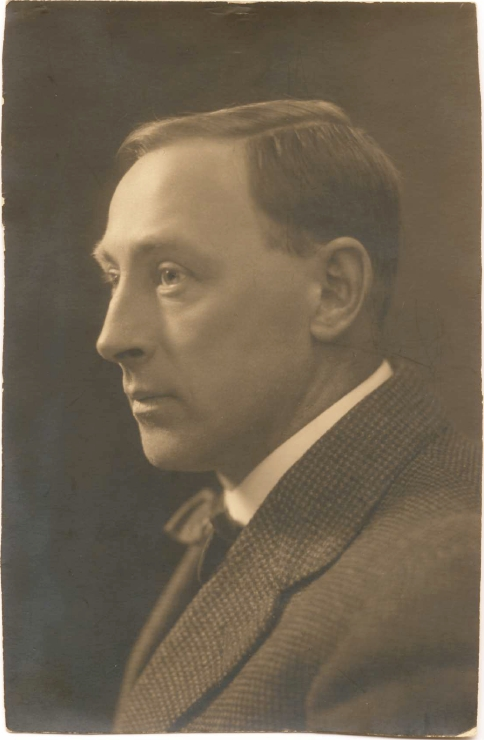
Sigurd Savonius

Sigurd Johannes Savonius (ur. 2 listopada 1884 w Hämeenlinna), zm. w 1931) – fiński architekt oraz wynalazca. 
Największym osiągnięciem Savoniusa było skonstruowanie (w 1924) wirnika nazwanego jego imieniem, czyli turbiny Savoniusa. Inspiracją wynalazku (opatentowanego w 1926) był  rotor Flettnera, oparty na efekcie Magnusa.